# Аль-Ашраф Шабан II
Аль-Малик аль-Ашраф Насир ад-Дин Шабан ибн Хусейн ибн Мухаммад (араб. زین الدین شعبان ثانی‎), известный также как Шабан II — мамлюкский султан Египта в 1363—1377 годах из бахритского рода (династии) Калаунидов, внук султана ан-Насира Мухаммада I ибн Калауна.

## Биография
Аль-Ашраф Шабан был возведен на престол эмиром Ялбугой в мае 1363 года после свержения султана аль-Мансура Мухаммада II. На тот момент новому султану было всего десять лет. Влияние Ялбуги было основано в первую очередь на его контроле над целым войском мамлюков (1500—3000 человек) — гораздо большим, чем у самого султана.
С 1361 по 1366 год Ялбуга занимал должность атабека (главы армии) и смог подчинить бедуинов в Верхнем Египте и Нубии. Тем не менее, он не справился с отпором атакам крестоносцев с Кипра. С 1340-х годов христиане и мусульмане воевали за торговое господство в восточной части Средиземного моря. Так, Кипр и Египет стремились установить контроль над южным и юго-западным побережьем Малой Азии, в частности, Королевством Киликийской Армении. В 1337 году мамлюки временно заняли столицу Киликии, а в 1355 году завоевали порты Тарс, Адану и Массису. Кроме того, в 1355 и 1361 годах мамлюки заключили новые торговые договоры с Венецией. Но с вступлением на престол Петра I Кипрского в 1359 году христиане наладили контакты с киликийцами. В итоге разгорелся новый конфликт между христианами и мусульманами. В то время как турецкие пираты, поддерживаемые мамлюками, топили христианские корабли в восточной части Средиземного моря, христианский флот атаковал сирийское побережье. В 1360 году кипрский флот даже атаковал Александрию. 10 октября 1365 года киприоты вновь напали на Александрию и разграбили город. Ялбуга не поверил предупреждениям о нападении, посчитав их уловкой. Между тем, крестоносцы не смогли взять мост через канал между Александрией и Нилом и вновь занялись грабежами. Война, однако, затянулась ещё на несколько лет. Кипрские корабли напали на Латакию, Тартус (1367), Триполи, Бейрут и Сидон. Однако мамлюкам удалось быстро оправиться: фортификационные сооружения Александрии были восстановленные, египетский флот вновь отстроен.
Четыре года спустя, после того как Пётр I умер (1369, был достигнут мир между Кипром и Египтом, а в 1375 году мамлюкам удалось завоевать Киликию, которая отныне управлялась совместно губернатором мамлюков и местными князьями. Несмотря на завоевание Киликии и подъём торговли с Венецией, Египет пострадал в экономическом и в военном плане от недостаточного разлива Нила в 1374 году и последующих голода и легочной эпидемии чумы. Чума проредила ряды солдат, так что их места были заполнены вновь набранными мамлюками.
К 1370 году авторитет Шабана вырос. Учитывая вышеупомянутые проблемы, он превратился в энергичного и даже популярного султана, поскольку действовал разумно и грамотно, а также был благочестив. В 1377 году султан планировал даже паломничество в Мекку и подготовили все необходимое. Однако бывшие мамлюки умершего Ялбуги использовали эту возможность, чтобы в марте того же года в результате государственного переворота захватить каирскую цитадель. Шабан был захвачен и задушен вскоре после этого. Одним из видных заговорщиков был черкесский мамлюк Баркук, который при Ялбуге сидел некоторое время в тюрьме. Власть формально перешла к старшему сыну аль-Мансуру Ала ад-Дин Али (1376—1382), а по сути оказалась сосредоточена в руках наставника малолетнего сына — Баркука. Позднее к власти пришёл младший сын Хаджжи II ас-Салих (1382, 1389—1390).